# Lucius Flavius Fimbria
Lucius Flavius Fimbria war ein römischer Politiker des 1. Jahrhunderts und Suffektkonsul im Jahr 71.
Er entstammte einer Familie der römischen Republik, die mit Gaius Flavius Fimbria, der 104 v. Chr. mit Gaius Marius Konsul war, in die Nobilität eintrat. Vermutlich verdankt er dieser Abstammung seinen Aufstieg zum Konsulat unter Kaiser Vespasian (voller Name Titus Flavius Vespasianus), denn der Kaiser, der nicht mit ihm verwandt war, wollte wahrscheinlich seine eigene Abstammung aus einer alten Familie der Republik damit andeuten. So wurde der an sich unbedeutende Mann einer der Suffektkonsuln des Jahres 71, zusammen mit Gaius Atilius Barbarus. Eine Inschrift aus Neapel und ein neu publiziertes Militärdiplom zeigen, dass die beiden am 20. bzw. 30. Juli amtierten.